# روری بلیز
روری بلیز (انگلیسی: Rory Blease؛ زادهٔ ۱۶ اوت ۱۹۶۰) بازیکن فوتبال اهل بریتانیا است.
از باشگاه‌هایی که در آن بازی کرده‌است می‌توان به باشگاه فوتبال نورتویچ ویکتوریا اشاره کرد.